# 马特·布什 (跆拳道运动员)
马特·布什（英語：Matt Bush；1988年12月22日—）是威尔士F44级80公斤以上级残疾人跆拳道运动员，天生无左手及左前臂，曾两次在世界残疾人跆拳道锦标赛夺冠。

## 参赛记录
参加残疾人跆拳道赛事前，布什是一名标枪运动员。他曾计划参加2016年夏季帕拉林匹克運動會，惟因肩部受伤退赛。不久，布什转投跆拳道项目。
2019年世锦赛期间，布什获得金牌，是为英国首位残疾人跆拳道冠军得主。其因此入选东京残奥会英国跆拳道队。不过因他的前交叉韧带受伤，他被迫退赛，由队友乔·莱恩 (Joe Lane) 替补上场。2023年欧洲残疾人锦标赛期间，布什在金牌赛不敌伊万·米库利奇，获得银牌。2023年世锦赛，布什再有金牌入账。
2024年欧洲跆拳道锦标赛期间，布什摘获一枚铜牌。次月，布什入选巴黎残奥会英国代表团跆拳道队名单（全队三人，布什是其中唯一的男性运动员）。布什最终击败中立运动员阿利亚斯哈布·拉马扎诺夫（Aliaskhab Ramazanov），荣获男子80公斤以上级K44级跆拳道冠军。赛后，其与游泳运动员波皮·马斯基尔被选为残奥会闭幕式入场旗手。